# ۵۵ خرچنگ سی
۵۵ خرچنگ سی (انگلیسی: 55 Cancri c) (به اختصار 55 Cnc c)، با نام رسمی Brahe (تلفظ /ˈbrɑ:hi:/ یا /ˈبراهه:/)، یک سیاره فراخورشیدی است که در مداری غیرعادی به دور ستاره خورشیدسان ۵۵ خرچنگ است که هر ۴۴٫۳۴ روز یک دور می‌چرخد. این سومین سیارهٔ شناخته شده به ترتیب فاصله از ستارهٔ خود است. سیاره ۵۵ خرچنگ سی در ۱۳ ژوئن ۲۰۰۲ کشف شد. جرم آن تقریباً نیمی از جرم سیاره زحل است.
در ژوئیهٔ ۲۰۱۴، اتحادیه بین‌المللی اخترشناسی تلاش «نام برای سیاره فراخورشیدی» را راه‌اندازی کرد؛ فرآیندی برای دادن نام‌های مناسب به برخی از سیاره‌های فراخورشیدی و ستاره‌های میزبان آنها. این فرایند شامل نامزدی عمومی و رای دادن برای نام‌های جدید بود. در دسامبر ۲۰۱۵، اتحادیه اخترشناسی (IAU) نام برنده این سیاره را براهه (Brahe) اعلام کرد. نام برنده توسط انجمن سلطنتی هواشناسی و نجوم هلند ارسال شد. این افتخار نام اخترشناس تیکو براهه را گرامی می‌دارد.